# Het gouden kruis
Het gouden kruis is een artistiek kunstwerk in Amsterdam-Zuidoost.
Naar aanleiding van een aantal bouwprojecten in Reigersbos in de jaren tachtig werd een kunstwedstrijd uitgeschreven. Voor 1 procent van de bouwkosten kon kunst in de openbare ruimte neergezet worden. Kunstenaar Han Goan Lim won de wedstrijd met zijn Gouden kruis, werktitel Double cross. Het beeld moest duidelijkheid aan het onduidelijk kruispunt geven, aldus de kunstenaar. Vanuit een centrale kubus met gelijke ribben (2,5 bij 2,5 bij 2,5 meter), lopen in kruisvorm zes langwerpige kubussen weg (5 bij 2,50 meter) weg. Het geheel heeft een hoogte van circa tien meter. Vanuit volume gezien een enorm gevaarte. Door het beeld open te houden (alleen de ribben zijn zichtbaar) ontstaat echter een lichtheid (gewicht), waardoor het lijkt te zweven; bovendien rust het gevaarte op maar drie steunpunten. Die lichtheid wordt ook veroorzaakt omdat alle lijnen in het beeld diagonaal lopen, terwijl in de verre omtrek de wijken een uitgesproken horizontale indruk (portiekwoningen) geven. Het beeld zou de grens moeten aangeven “tussen stad en landschap”. 
Zoals de titel aangeeft was het beeld goudkleurig, hetgeen bijdroeg aan het vervreemdend effect tussen al het beton en baksteen. Die kleur is al jaren niet zichtbaar meer; het kreeg een bruinige kleur, niet naar de zin van de kunstenaar die het vanwege die kleur te somber vond. Nadat hij er een keer langskwam heeft hij bij de gemeente Amsterdam een verzoek tot groot onderhoud ingediend; hij wilde daarbij dat het werk zilverkleurig werd en in de nacht verlicht. Dat zou het effect van zweven vergroten was zijn mening. Zijn verzoek werd ingewilligd, maar moest vervolgens via allerlei instanties gaan om goedgekeurd te worden (participatietraject). De actie van de kunstenaar vormt een uitzondering in zijn terugkijken op zijn werk; eenmaal neergezet is het af. De kunstenaar had het in 2021 druk zat. Hij is dan bezig met een Moluks monument voor de Lloydkade in Rotterdam alsook een hommage aan Abraham Tuschinski, voor de Rotterdamse  buurt Little C.
Het gouden kruis staat in een grasveldje aan de Schoonhovendreef nabij de Tafelbergspoorbrug, Schaikstraat.